# British Rail
British Railways (BR), à partir de 1965 apresentada comercialmente como British Rail, foi uma empresa estatal que operou a maior parte do sistema de transporte ferroviário terrestre na Grã-Bretanha entre 1948 e 1997. Foi formada a partir da nacionalização das chamadas Big Four (as quatro grandes companhias ferroviárias britânicas), e privatizada em etapas entre 1994 e 1997. Originalmente uma marca comercial do Executivo Ferroviário da British Transport Commission, tornou-se uma corporação estatutária independente em janeiro de 1963, quando foi formalmente renomeada como British Railways Board (BRB)
O período de nacionalização viu mudanças radicais no sistema. Deu-se início a um processo de dieselização e eletrificação. Em 1968, as locomotivas a vapor foram totalmente substituídas por tração a diesel e elétrica, exceto pela Vale of Rheidol Railway (uma linha turística de bitola estreita). Os passageiros substituíram o frete como a principal fonte de negócios e um terço da rede foi fechada pelos cortes do Beeching Axe da década de 1960 em um esforço para reduzir os subsídios do setor.
Com a privatização, a responsabilidade pela via, sinalização e estações foi transferida para a Railtrack (posteriormente colocada sob controle público como Network Rail), com serviços administrados por empresas operadoras de trens. O tradicional logotipo, conhecido como Double Arrow (setas duplas) permaneceu e agora é empregado como um símbolo genérico na sinalização urbana da Grã-Bretanha, denotando estações ferroviárias.

## História

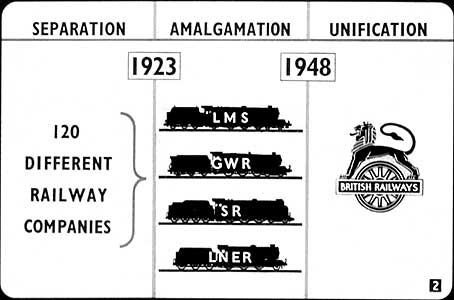
Slide da British Rail mostrando como as ferrovias foram unificadas sob a BR

### Nacionalização em 1948

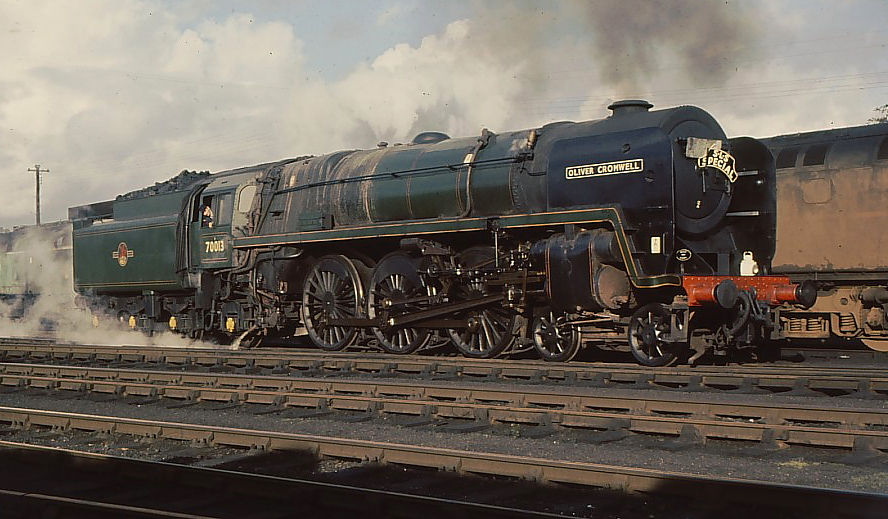
Locomotiva 70013 Oliver Cromwell

O sistema de transporte ferroviário na Grã-Bretanha desenvolveu-se durante o século XIX. Após o agrupamento de 1923 sob o Railway Act 1921, havia quatro grandes companhias ferroviárias, as chamadas Big Four, cada uma dominando sua própria área geográfica: a Great Western Railway (GWR), a London, Midland and Scottish Railway (LMS), a London and North Eastern Railway (LNER) e Southern Railway (SR). Durante a Primeira Guerra Mundial, as ferrovias estavam sob controle do estado, o que perdurou até 1921. A nacionalização completa havia sido considerada e o Railway Act 1921 às vezes é considerado um precursor disso, mas o conceito foi rejeitado. A nacionalização foi posteriormente realizada após a Segunda Guerra Mundial, sob a Transport Act 1947. Essa lei previa a estatização da rede como parte de uma política de nacionalização dos serviços públicos do governo trabalhista de Clement Attlee. A British Railways surgiu como o nome comercial do Executivo Ferroviário da British Transport Commission (BTC) em 1º de janeiro de 1948, quando assumiu os ativos das Big Four.
Havia também ferrovias conjuntas entre as Quatro Grandes e algumas ferrovias leves a serem consideradas. Foram excluídas da nacionalização linhas industriais como a Oxfordshire Ironstone Railway. O London Underground, serviço de metrô da capital inglesa – de propriedade pública desde 1933 – também foi nacionalizado, tornando-se o London Transport Executive, parte da British Transport Commission. A Bicester Military Railway já era administrada pelo governo. O serviço elétrico Liverpool Overhead Railway foi outro excluído da nacionalização.
O Executivo Ferroviário estava consciente de que algumas linhas da rede (então muito densa) não eram lucrativas e difíceis de justificar socialmente, e um programa de fechamentos começou quase imediatamente após a nacionalização. No entanto, a posição financeira geral da BR tornou-se gradualmente pior até que uma perda operacional foi registrada em 1955. O próprio Executivo foi abolido em 1953 pelo governo conservador e o controle da BR transferido para a Comissão-mãe. Outras mudanças na British Transport Commission, ao mesmo tempo, incluíram o retorno do transporte rodoviário ao setor privado; no entanto, a BR manteve seu próprio (menor) serviço rodoviário interno.

### Plano de Modernização de 1955

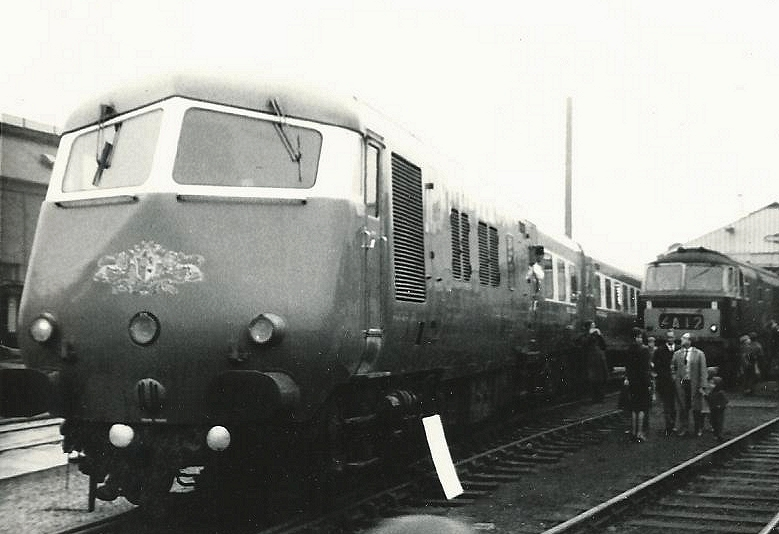
Locomotiva Blue Pullman no depósito de manutenção de Bristol Bath Road

O relatório, posteriormente conhecido como Modernisation Plan (Plano de Modernização), foi publicado em janeiro de 1955. Pretendia trazer o sistema ferroviário para o século XX. Um Livro Branco do governo britânico, produzido em 1956, afirmava que a modernização ajudaria a eliminar o déficit financeiro da BR até 1962. No entanto, os números tanto deste quanto do plano original foram produzidos por razões políticas e não com base em análises detalhadas O objetivo era aumentar a velocidade, confiabilidade, segurança e capacidade das linhas por meio de uma série de medidas que tornariam os serviços mais atraentes para passageiros e operadores de carga, recuperando assim o tráfego perdido para as estradas. 
Importantes áreas incluem:
- Eletrificação das linhas principais, na Região Leste, Kent, Birmingham para Liverpool/Manchester e Escócia Central;
- Dieselização em grande escala para substituir as locomotivas a vapor;
- Novo material rodante de passageiros e mercadorias;
- Resinalização e acompanhamento de renovações;
- Pátios de triagem modernos;
- O fechamento de um número não especificado, mas relativamente pequeno, de linhas.

O governo parecia endossar o programa de 1955 (que custou £1,2 bilhão), mas o fez principalmente por razões políticas. Isso incluiu a retirada da tração a vapor e sua substituição por locomotivas a diesel (e algumas elétricas). Nem todas as modernizações seriam eficazes na redução de custos. O programa de dieselização concedeu contratos principalmente a fornecedores britânicos, que tinham experiência limitada na fabricação de locomotivas a diesel e apressaram o comissionamento com base na expectativa de eletrificação rápida; isso resultou em um número de locomotivas com projetos ruins e falta de padronização. Ao mesmo tempo, o frete conteinerizado estava sendo desenvolvido. O programa de construção do pátio de triagem foi um fracasso, baseado na crença na viabilidade contínua do tráfego de vagões em face da competição rodoviária, cada vez mais efetiva, e na falta de planejamento antecipado eficaz ou avaliações realistas do frete futuro. Um documentário de 2002 transmitido pela BBC Radio 4 culpou as decisões da década de 1950 pela condição "atribulada" do sistema ferroviário da época.

### Os relatórios de Beeching

Rede para o desenvolvimento proposto no relatório de 1965 "O Desenvolvimento das Principais Rotas Troncais" (linhas em negrito)

No final da década de 1950, as finanças das ferrovias continuaram a piorar; enquanto o número de passageiros cresceu após a restauração de muitos serviços que haviam sido reduzidos durante a Segunda Guerra, em 1959 o governo interveio, limitando a quantia que o British Transport Commission poderia gastar sem autoridade ministerial. Um Livro Branco propondo a reorganização foi publicado no ano seguinte, e uma nova estrutura entrou em vigor com a Transport Act 1962. Isso aboliu o BTC e o substituiu por vários conselhos separados, incluindo o British Railways Board, que entrou em vigor em 1º de janeiro de 1963. Após discussões semi-secretas sobre as finanças ferroviárias pelo Comitê Stedeford, nomeado pelo governo em 1961, um de seus membros, o Dr. Richard Beeching, foi convidado para o cargo de presidente do BTC, permanecendo enquanto este durou, e depois tornando-se o primeiro presidente do British Railways Board.

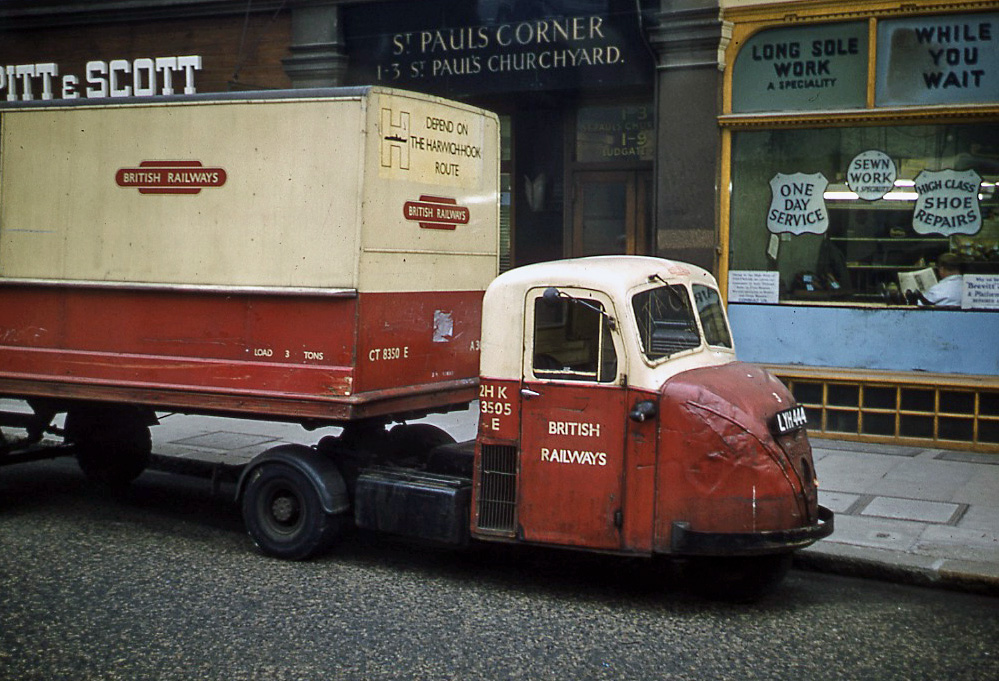
Um caminhão Scammell Scarab com as cores da British Railways é visto em Londres, em 1962. A companhia estava envolvida em vários negócios relacionados, incluindo transporte rodoviário

Um grande censo de tráfego em abril de 1961, que durou uma semana, foi usado na compilação de um relatório sobre o futuro da rede. Este relatório, batizado The Reshaping of British Railways, foi publicado pelo BRB em março de 1963. Beeching apresentou alguns números terríveis: Um terço da rede transportava apenas 1% do tráfego. Dos 18.000 vagões de passageiros, 6.000 foram usados apenas 18 vezes por ano ou menos. Embora mantê-los custasse entre £3 milhões e £4 milhões por ano, eles faturavam apenas cerca de £0,5 milhão. As propostas trazidas, que ficaram conhecidas como os Cortes de Beeching (Beeching Cuts), foram igualmente dramáticas. Um terço de todos os serviços de passageiros e mais de 4.000 das 7.000 estações seriam fechadas.
A maioria dos fechamentos foi realizada entre 1963 e 1970 (incluindo alguns que não haviam sido listados no relatório), enquanto outros sugeridos não foram efetuados. Tais fechamentos foram duramente criticados à época. Um pequeno número de estações e linhas fechadas sob o programa de Beeching foram reabertas, com outras novas reaberturas propostas.
Um segundo relatório de Beeching, "The Development of the Major Trunk Routes", foi publicado em 1965. Este não recomendou fechamentos como o anterior, mas delineou uma "rede para o desenvolvimento". O destino do resto da rede não foi discutido no relatório.

### Pós-Beeching
A base para calcular as tarifas de passageiros mudou em 1964. No futuro, as tarifas em algumas rotas - como as rurais, de férias e serviços de transporte regional - seriam fixadas em um nível mais alto do que em outras; anteriormente, elas eram calculadas usando uma taxa simples para a distância percorrida, que na época era de 3 pennies por milha na segunda classe e 4,5 pennies por milha na primeira classe (equivalente a £0,27 e £0,4, respectivamente, em 2021).
Em 1966, uma política racista de recrutamento de guardas na Estação Euston conhecida como "Whites only" (somente brancos), acordada entre o sindicato local e a administração da estação, foi abandonada após o caso de Asquith Xavier, um migrante de Dominica que teve sua promoção recusada nesses fundamentos, ser levantado no Parlamento Britânico e assumido pela então Secretária de Estado dos Transportes, Bárbara Castle.
Os níveis de passageiros diminuíram constantemente de 1962 até o final dos anos 1970, e atingiram um nível baixo em 1982. As melhorias na rede incluíram a conclusão da eletrificação da Great Eastern Main Line, de Londres a Norwich, entre 1976 e 1986, e da East Coast Main Line, da capital inglesa até Edimburgo, na Escócia, entre 1985 e 1990. Um fechamento de rota principal durante este período de relativa estabilidade da rede foi a da linha eletrificada Woodhead Line, entre Manchester e Sheffield: o serviço de passageiros cessou em 1970 e o de mercadorias em 1981.
As décadas de 1980 e 1990 viram o fechamento de algumas ferrovias que sobreviveram aos Cortes de Beeching uma geração antes, mas que viram os serviços de passageiros serem retirados. Isso incluiu a maior parte da Chester and Connah's Quay Railway em 1992, a seção de Brierley Hill a Walsall da South Staffordshire Line em 1993, enquanto a seção de Birmingham a Wolverhampton da Great Western Railway foi fechada em três fases entre 1972 e 1992.
Um outro relatório da British Rail, este confeccionado por um comitê presidido por Sir David Serpell, foi publicado em 1983. O Relatório Serpell não fez recomendações como tal, mas estabeleceu várias opções para a rede, incluindo, em seu extremo, um sistema esquelético de menos de 2.000 km  de rotas  (1.240  milhas). Este relatório não foi bem recebido e o governo decidiu, discretamente, deixá-lo na prateleira. Enquanto isso, a BR foi gradualmente reorganizada, com a estrutura regional sendo finalmente abolida e substituída por setores liderados por empresas. Esse processo, conhecido como "setorização", levou a um foco muito maior do cliente nos setores dedicados.

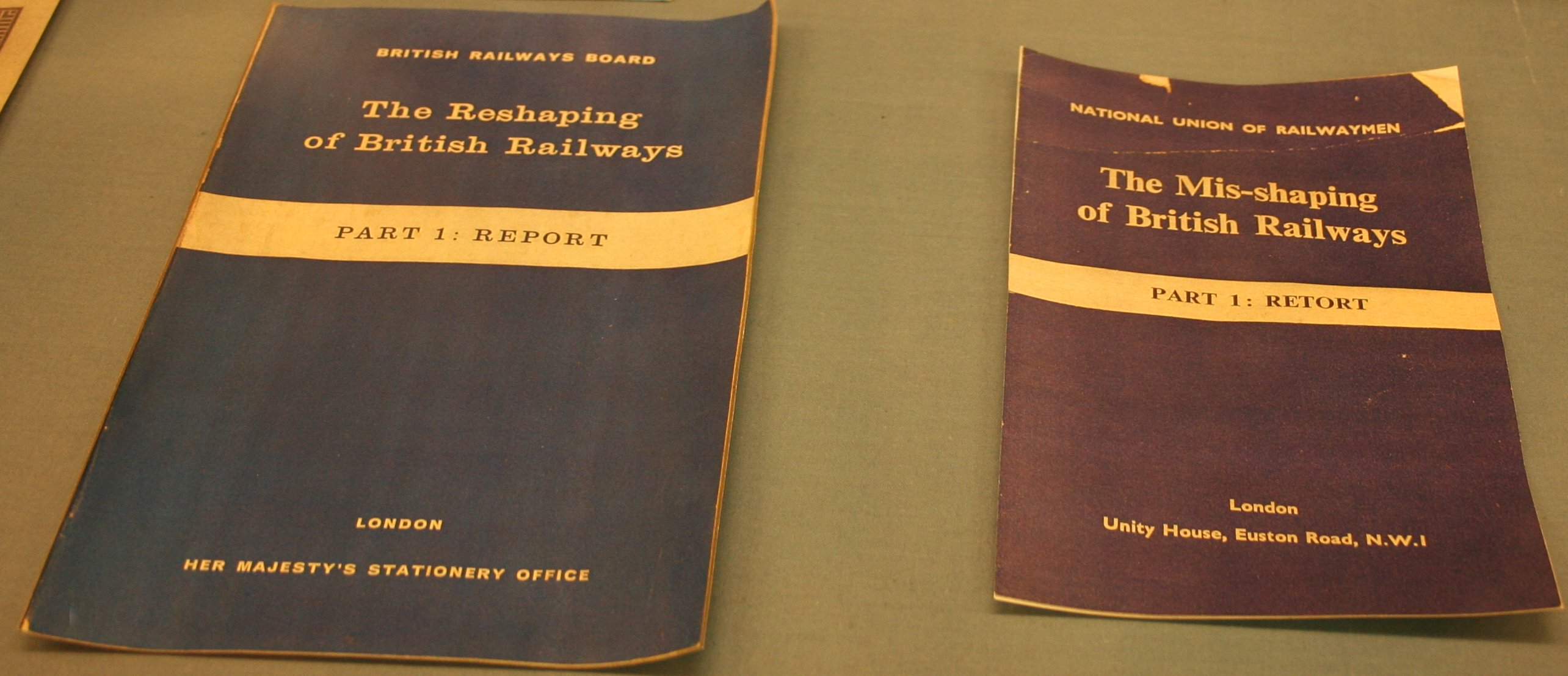
Cópia do The Reshaping of British Railways, Part 1: Report, o primeiro relatório de Beeching, que recomendou o fechamento de muitas linhas ferroviárias britânicas antieconômicas, exposta no National Railway Museum, em York, ao lado de uma cópia da resposta publicada do National Union of Railwaymen, chamada The Mis-shaping of British Railways, Part 1: Retort.

### Transport Act 1968
Após a eleição do Partido Trabalhista nas eleições gerais britânicas de 1964, em uma plataforma de revisão de muitos dos cortes, Tom Fraser autorizou o fechamento de 1.071 milhas de linhas ferroviárias, seguindo as recomendações do Relatório Beeching. Depois que ele renunciou em 1967, sua substituta, Barbara Castle, continuou a política de fechamento de linhas e estações, mas introduziu os primeiros subsídios ferroviários do governo para ferrovias socialmente necessárias, mas não lucrativas, na Transport Act 1968. Parte dessas disposições foi a criação de um Executivo de Transporte de Passageiros (em inglês, Passenger Transport Executive ou PTE) em áreas metropolitanas maiores. Antes disso, o transporte público era administrado por autoridades locais individuais e empresas privadas, com pouca coordenação. Os PTEs assumiram a responsabilidade (mas não a propriedade) da gestão das redes ferroviárias locais.
A legislação de 1968 criou cinco novos órgãos. Estes foram:
- West Midlands Passenger Transport Executive, em 1 de Outubro de 1969;
- Greater Manchester Passenger Transport Executive (South East Lancashire & North East Cheshire), em 1º de 1969 (agora Greater Manchester)
- Merseytravel, em 1º de Dezembro de 1969 (agora Liverpool City Region)
- Tyneside Passenger Transport Executive, em 1º de Janeiro de 1970 (agora Tyne and Wear)
- Strathclyde Partnership for Transport, em 1º de Junho de 1973 (agora Strathclyde)

Esta foi a primeira subdivisão real da BR desde a sua criação em 1949 e, provavelmente, salvou muitas linhas destinadas ao fechamento, notadamente a Liverpool, Crosby and Southport Railway, que agora faz parte da rede Merseyrail.

### Setorização

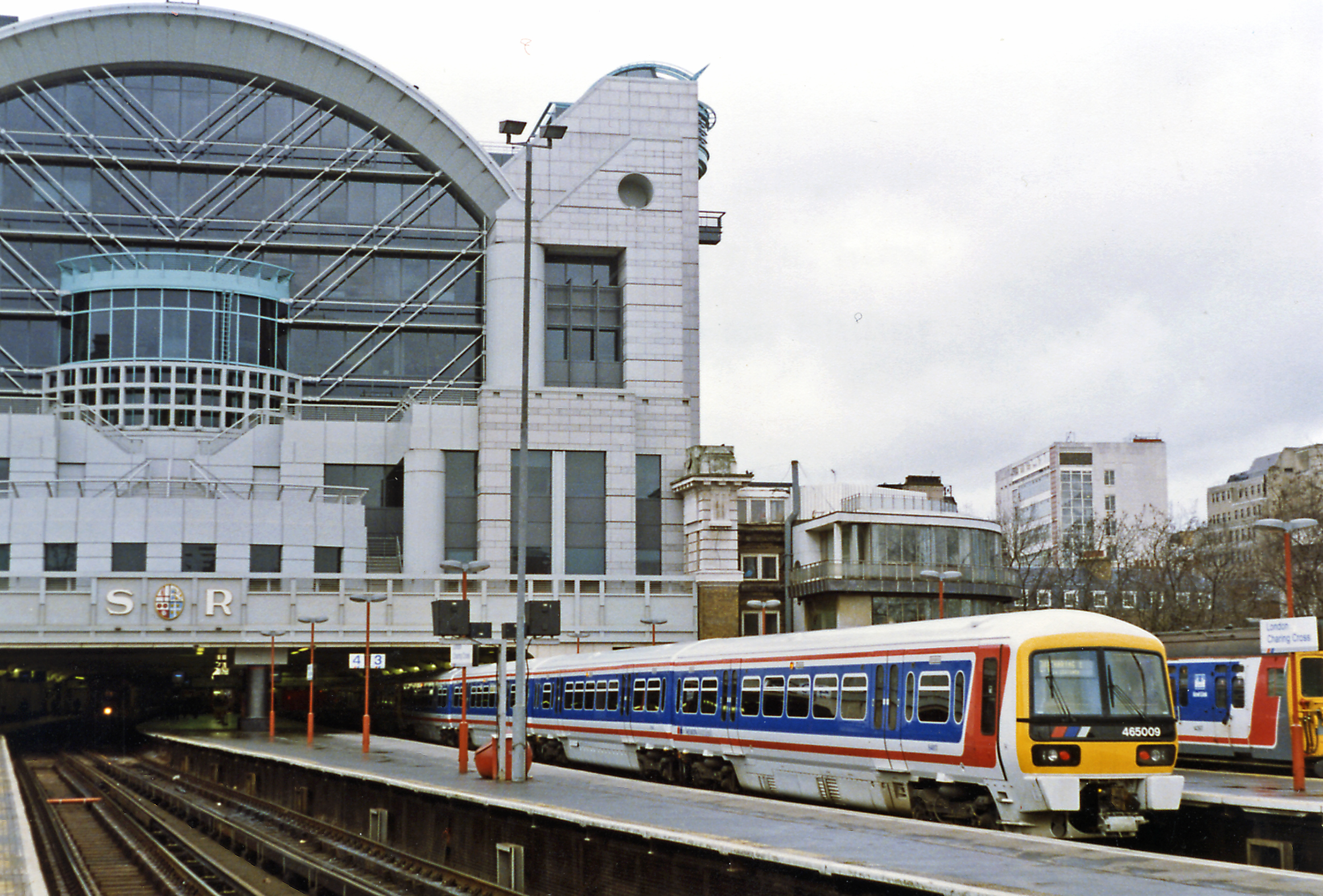
Veículo British Rail Class 465, da Network SouthEast, na Estação ferroviária de Charing Cross

Com a setorização ocorrida em 1982, foram criados três setores de passageiros: o InterCity, operando os principais serviços expressos; London & South East (rebatizada de Network SouthEast em 1986), operando serviços de transporte regional na área de Londres; Provincial (rebatizado Regional Railways em 1989), responsável por todos os outros serviços de passageiros. Nos condados metropolitanos, os serviços locais eram administrados pelos PTE's. A Provincial foi o mais subsidiado (passageiro/km) dos três setores; na formação, seus custos eram quatro vezes maiores que sua receita.
Como a British Railways era uma operação tão grande, operando não apenas ferrovias, mas também balsas, navios a vapor e hotéis, considerou-se difícil analisar os efeitos da nacionalização. Os preços subiram rapidamente neste período, subindo 108% em termos reais de 1979 a 1994.

## Marca

### Pré-1960
Após a nacionalização de 1948, a British Railways começou a adaptar as cores corporativas no material rodante que herdou de suas empresas ferroviárias predecessoras. Inicialmente, um azul expresso (seguido pelo verde Brunswick da Great Western Railway, em 1952) foi usado em locomotivas de passageiros, e o estilo London and North Western Railway (LNWR) forrado de preto para locomotivas de tráfego misto, com o verde sendo mais amplamente adotado posteriormente.
O desenvolvimento de uma identidade corporativa para a organização foi dificultado pelas ambições concorrentes da British Transport Commission (BTC) e do Railway Executive. Este último tentou introduzir um logotipo moderno e curvo no estilo Art Déco, que também pudesse servir de padrão para os totens de sinalização das estações. A BR acabou adotando a marca comum da BTC (um leão montado em uma roda raiada, projetado por Cecil Thomas) como seu primeiro logotipo corporativo; na barra sobreposta à roda da marca, o nome da BTC foi substituído pelas palavras "British Railways". Este logotipo, apelidado de "Cycling Lion", foi utilizado de 1948 a 1956 nas laterais das locomotivas, enquanto o estilo oval foi adotado para sinais de estação em toda a Grã-Bretanha, cada um colorido de acordo com a região BR apropriada, usando a fonte Gill Sans primeiramente adotada pela London and North Eastern Railway (LNER) em 1923.
Em 1956, a BTC recebeu uma realização heráldica do College of Arms e do Lord Lyon. Então o presidente do BTC, Brian Robertson, queria um logotipo maior para as ferrovias. A segunda marca corporativa da BR (1956–1965), projetada em consulta com Charles Franklyn, adaptou o original, representando um leão desenfreado emergindo de uma coroa heráldica e segurando uma roda raiada, tudo dentro de um círculo com o nome "British Railways" exibido em uma barra de cada lado. Uma variante com o nome em um círculo também foi usada nas locomotivas.

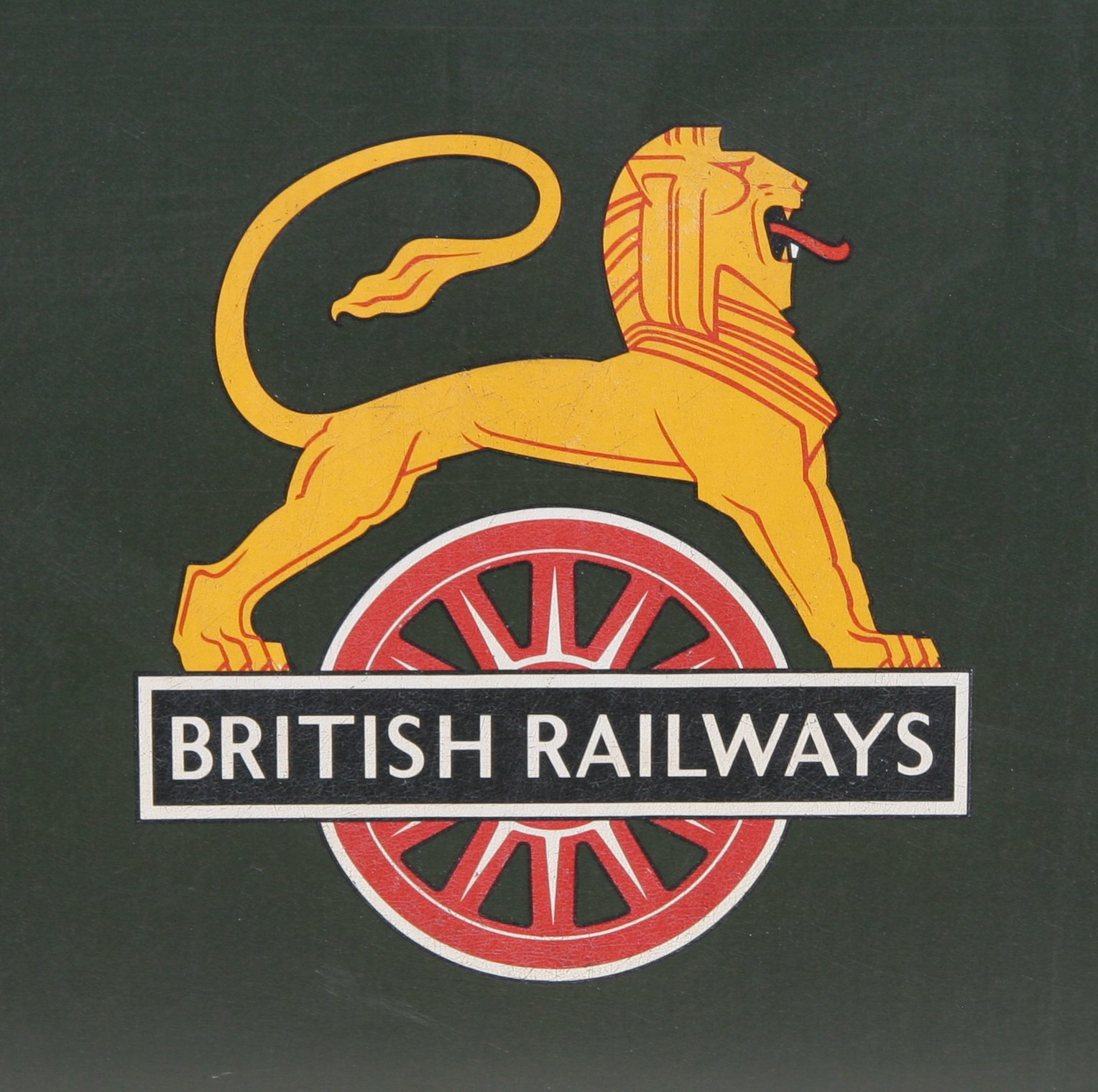
O logo anterior com o leão
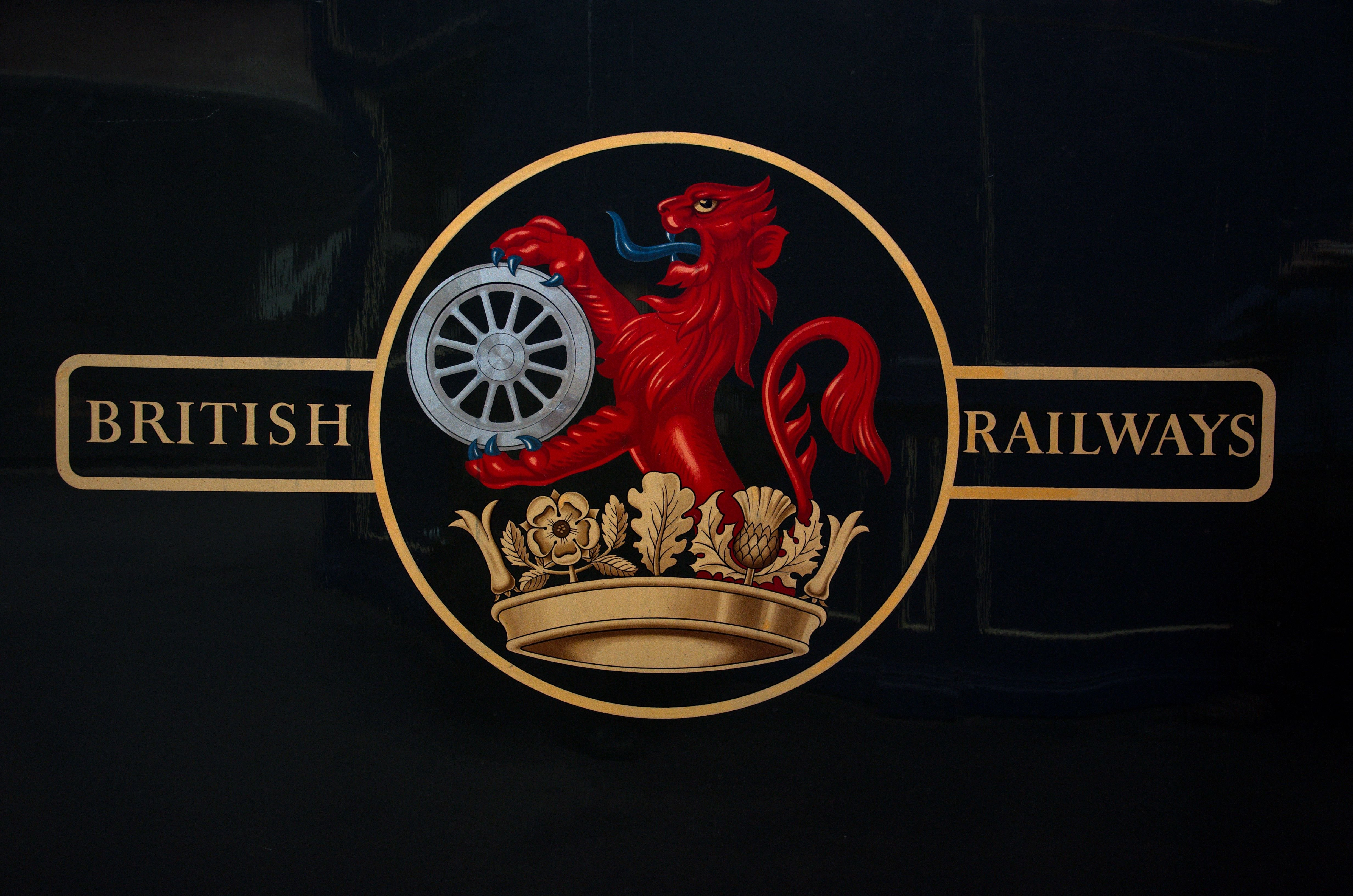
A versão posterior do leão nas locomotivas BR
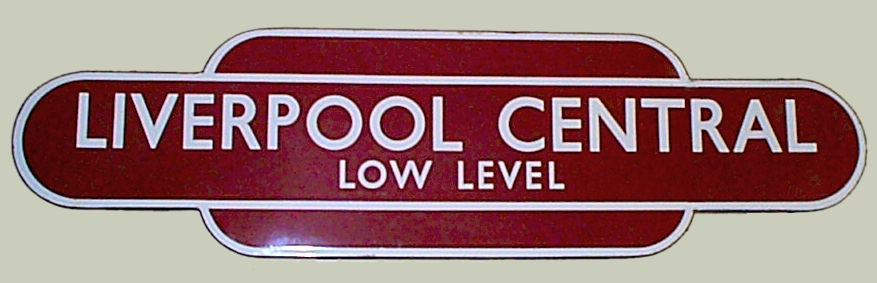
Sinalização da estação Liverpool Central usando o totem em art déco

### Década de 1960

O tradicional logotipo da British Rail conhecido como Double Arrow (setas duplas), desenvolvido por Gerry Barney (1965)

O zelo pela modernização na era Beeching levou ao próximo exercício de reformulação da marca, e a administração da BR desejou se desfazer dos motivos heráldicos anacrônicos e desenvolver uma identidade corporativa para rivalizar com a London Transport Executive. O painel de design da BR montou um grupo de trabalho liderado por Milner Gray, da Design Research Unit. Eles elaboraram um Manual de Identidade Corporativa que estabeleceu um padrão de marca e design coerente para toda a organização, especificando Rail Blue e Cinza Pérola como o esquema de cores padrão para todo o material rodante; Rail Alphabet, fonte sem serifa projetada por Jock Kinneir e Margaret Calvert, como o tipo de letra corporativo padrão; e apresentando o agora icônico símbolo de identidade corporativa do logotipo Double Arrow. Projetado por Gerry Barney (também da DRU), era formado por duas flechas entrelaçadas em duas linhas paralelas, simbolizando uma ferrovia de via dupla. Foi comparado a um raio ou arame farpado, também ganhando o apelido de "a flecha da indecisão". Uma imagem espelhada da seta dupla foi usada a bombordo das chaminés das balsas Sealink, de propriedade da BR. A nova identidade corporativa e a Double Arrow foram lançadas em 1965, e a marca da organização foi truncada para "British Rail". Este agora é empregado como um símbolo genérico em placas de rua na Grã-Bretanha denotando estações ferroviárias, e ainda é impresso em bilhetes de trem como parte da marca National Rail gerenciada conjuntamente pelo Rail Delivery Group.

### Pós-década de 1960

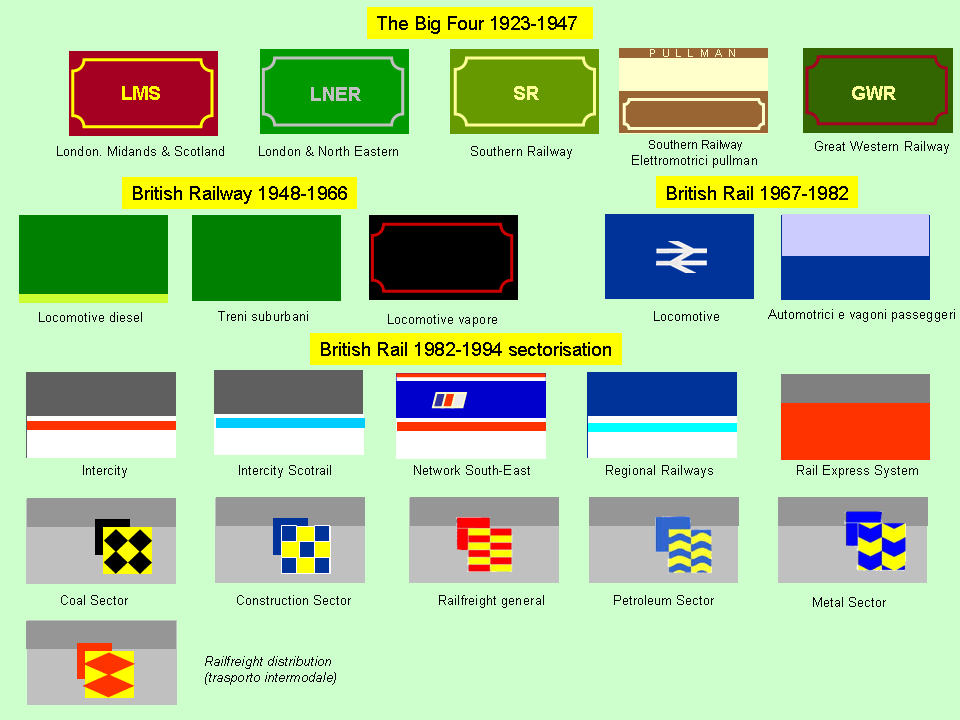
Librés corporativos

A uniformidade da marca BR continuou até que o processo de setorização foi introduzido na década de 1980. Certas operações da BR, como InterCity, Network SouthEast, Regional Railways ou Rail Express Systems começaram a adotar suas próprias identidades, introduzindo logotipos e esquemas de cores que eram essencialmente variantes da marca British Rail. Eventualmente, como a setorização se transformou em um prelúdio para a privatização, a marca unificada desapareceu, com a notável exceção do Double Arrow, que sobrevive até hoje e serve como uma marca genérica para denotar serviços ferroviários na Grã-Bretanha. O Manual de Identidade Corporativa da empresa é apontado como um pedaço da história do design britânico e há planos para sua reedição.

## Rede

### Regiões
Com sua criação em 1948, a British Railways foi dividida em regiões que inicialmente se baseavam nas áreas em que as antigas Big Four operavam; posteriormente, várias linhas foram transferidas entre regiões. Notavelmente, estas incluíam as antigas linhas Great Central Railway que passou do Região Leste da British Railway para a Região Londres Midland, e a West of England Main Line da Região Sul para a Região Oeste.
- Região Sul: antigas linhas Southern Railway.
- Região Oeste: antigas linhas Great Western Railway.
- Região Londres Midland: antigas linhas London, Midland and Scottish Railway, na Inglaterra e País de Gales.
- Região Leste: antigas linhas London and North Eastern Railway no sul de York.
- Região Anglia: separada da Região Leste em 1988.[36]
- Região Nordeste: antigas linhas London and North Eastern Railway na Inglaterra, ao norte de York.
- Região Escocesa: todas as linhas, independentemente da empresa de origem, na Escócia.

A Região Nordeste foi fundida com a Região Leste em 1967.

### Setorização

Logotipo da InterCity com a andorinha voando

Logo da Regional Railways

Em 1982, as regiões foram abolidas como prestadoras de serviços (mas mantidas para administração) e substituídas por "setores empresariais", um processo conhecido como setorização.
Os setores de passageiros foram (no início de 1990):
- InterCity (serviço expresso).
  - Caledonian Sleeper (serviços de trens noturnos, posteriormente transferidos para a ScotRail).
  - Gatwick Express (serviço expresso de/para o Aeroporto de Londres Gatwick)
- Network SouthEast (serviços suburbanos de Londres).
- Regional Railways (serviços regionais).
  - Alphaline (adicionado em 1994, com serviços regionais expressos aprimorados de passageiros)
  - ScotRail (serviços regionais e sub-intermunicipais na Escócia).
  - First TransPennine Express (serviços sub-intermunicipais no Norte).

Além disso, os setores sem serviços de passageiros foram: 
- Trainload Freight, recebia os trens de frete de carga.
- Railfreight Distribution, recebia o frete não-ferroviário.
- Freightliner, recebia o tráfego intermodal.
- Rail Express Systems, recebia o tráfego de encomendas.

A manutenção e os trabalhos de engenharia restantes foram divididos em uma nova empresa, a British Rail Maintenance Limited. Os novos setores foram subdivididos.
Isso encerrou o período azul da BR à medida que novas pinturas foram adotadas gradualmente. As infraestruturas continuaram a ser da responsabilidade das regiões até à iniciativa "Organisation for Quality" (Organização pela Qualidade) em 1991, altura em que também esta foi transferida para os setores. A Região Anglia foi criada no final de 1987, sendo seu primeiro Gerente-Geral John Edmonds, nomeado em 19 de outubro de 1987. A separação total da Região Leste - além das necessidades de projeto de engenharia - ocorreu em 29 de abril de 1988. Ela administrava os serviços de London Fenchurch Street e Liverpool Street, seu limite oeste sendo Hertford East, Meldreth e Whittlesea.
A antiga rede BR, com as rotas troncais da West Coast Main Line, East Coast Main Line, Great Western Main Line, Great Eastern Main Line e Midland Main Line, entre outras linhas.

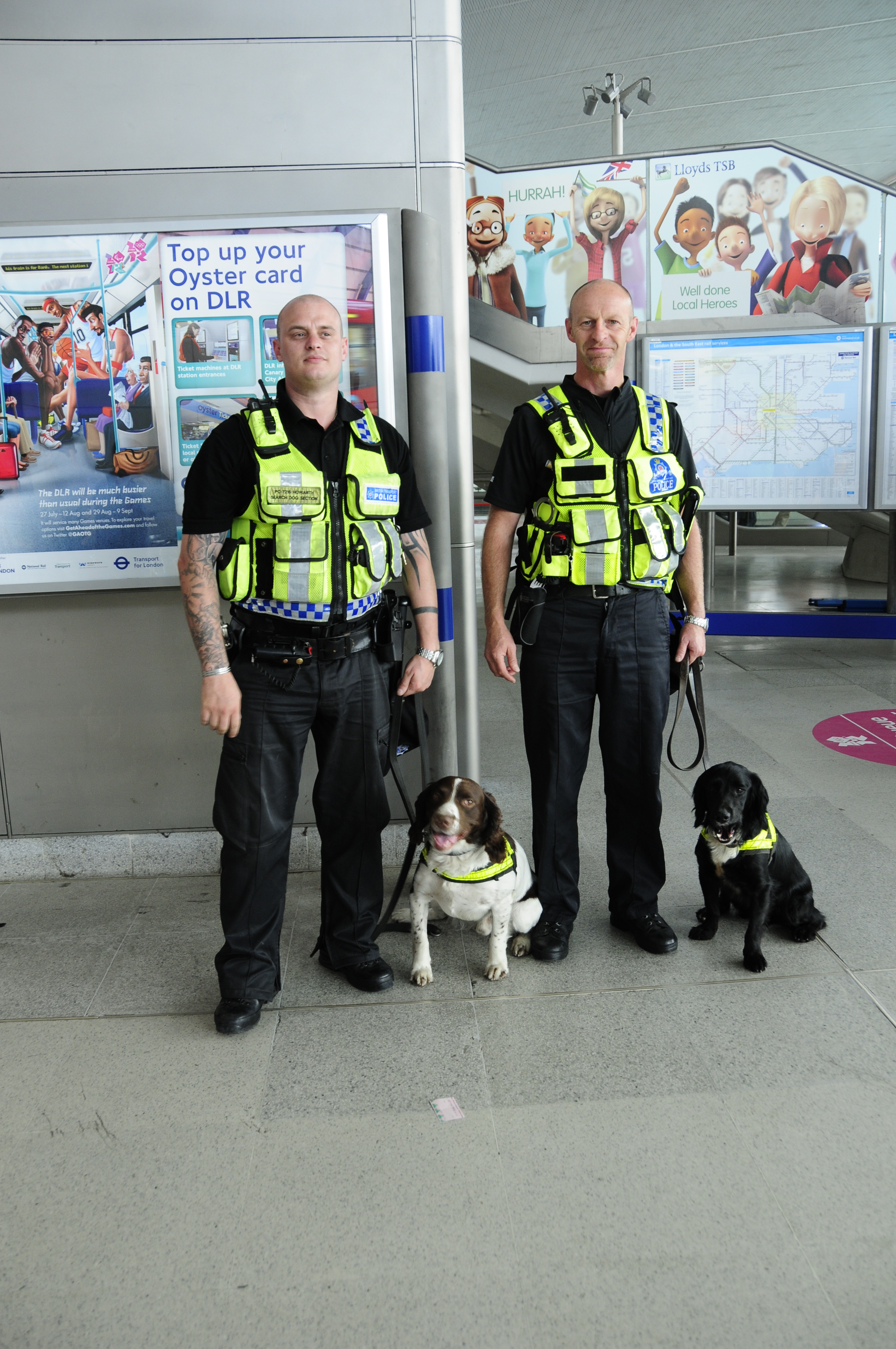
Oficiais da British Transport Police em serviço

## Segurança
O policiamento da rede foi realizado pela British Transport Police (BTP). Com a criação da British Transport Commission (BTC) por meio do Transport Act 1947, que unificou o sistema ferroviário do país, foi criada a British Transport Commission Police (BTCP) em 1º de janeiro de 1949, formada pelas quatro antigas forças policiais ferroviárias, além da London Transport Police, Canal Police e várias forças portuárias menores. Em 1957, o inquérito Maxwell-Johnson descobriu que os requisitos de policiamento para a ferrovia não podiam ser atendidos pelas forças civis e que era essencial que uma força especializada fosse mantida. Em 1º de janeiro de 1962, a BTCP deixou de cobrir as propriedades da British Waterways (autoridade de navegação para a maioria dos canais, rios e docas na Inglaterra, Escócia e País de Gales). Exatamente um ano depois, quando a BTC foi abolida, o nome da força foi alterado para British Transport Police. Este nome e seu papel no policiamento da rede ferroviária continuaram após 1994, ano de início da privatização do sistema.

## Finanças
Apesar de sua nacionalização em 1947 "como um dos pontos-chave da economia", a British Rail não foi lucrativa durante a maior parte de sua história. Jornais noticiaram que, até a década de 1990, o subsídio ferroviário público era considerado dentro do cálculo do lucro da empresa; já em 1961, a British Railways estava perdendo £300.000 por dia.
Embora a empresa fosse considerada a única opção de transporte público em muitas áreas rurais, os Cortes de Beeching tornaram os ônibus o meio disponível em alguns destes locais. Apesar do aumento do congestionamento do tráfego e dos preços dos combustíveis rodoviários começando a subir na década de 1990, a British Rail permaneceu sem uma receita positiva. Após a setorização, a InterCity tornou-se não apenas lucrativa, mas também uma das 150 maiores empresas da Grã-Bretanha, fornecendo viagens de centro a centro de cidade em todo o país, de Aberdeen e Inverness, no norte, a Poole e Penzance, no sul.

### Investimentos
Em 1979, o novo governo Conservador liderado por Margaret Thatcher era visto como antiferroviário, não querendo comprometer verba pública com as ferrovias. No entanto, a British Rail foi autorizada a gastar seu próprio dinheiro com a aprovação do governo. Isso levou a uma série de projetos de eletrificação sendo aprovados, incluindo a East Coast Main Line, o ramal da estação de Doncaster para Leeds, e as linhas em East Anglia saindo de London Liverpool Street para Norwich e King's Lynn.

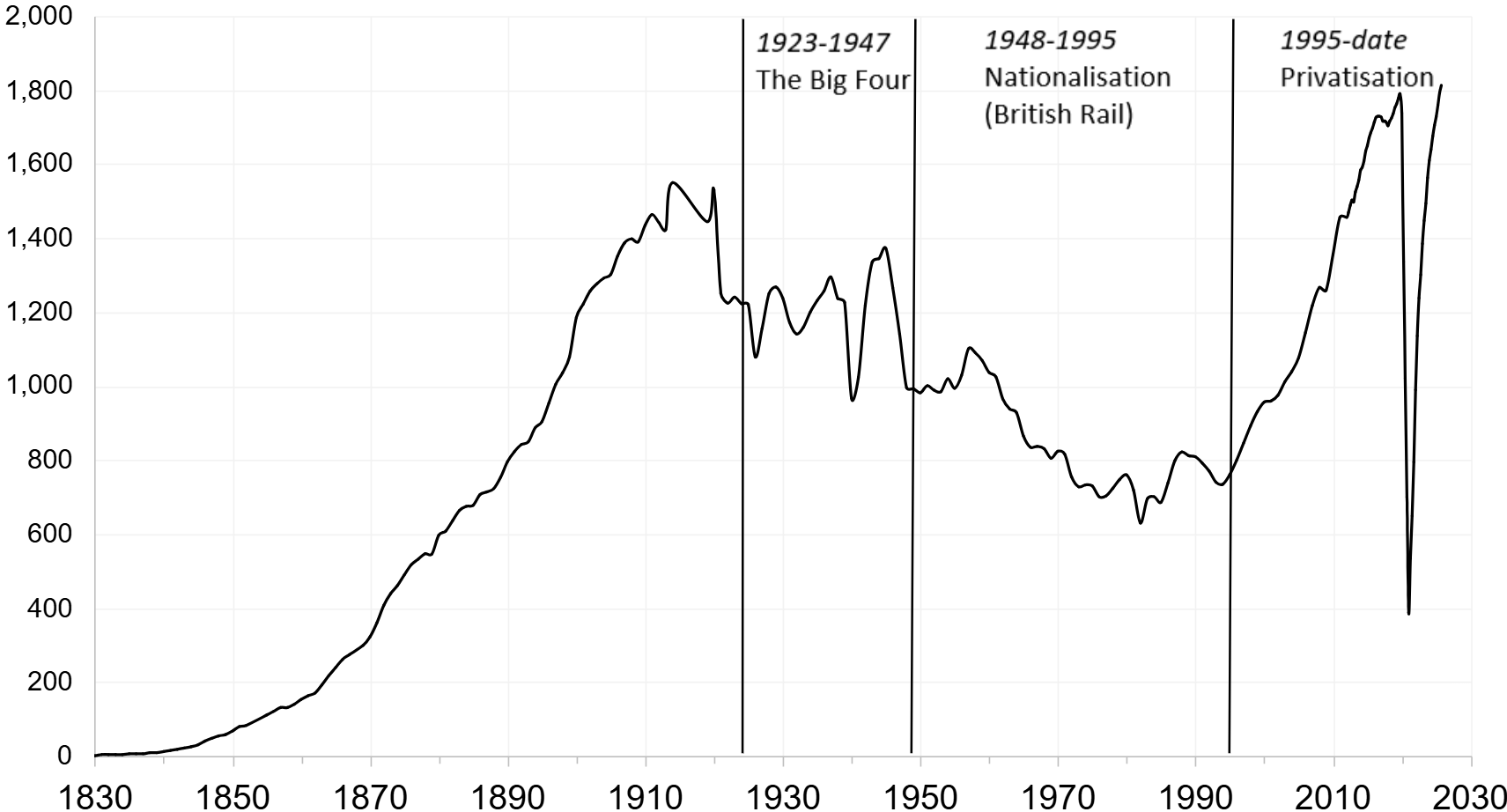
Uso ferroviário de passageiros na Grã-Bretanha, 1830-2021

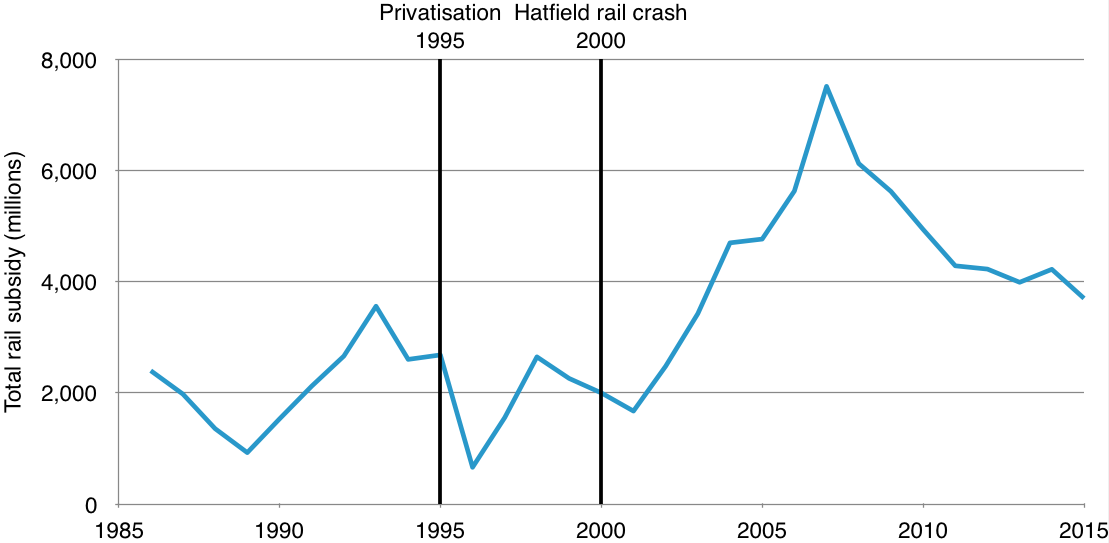
Subsídio ferroviário do Reino Unido entre 1985 e 2015, mostrando o enorme aumento após o desastre de Hatfield, em 2000

A lista com datas aproximadas de conclusão inclui:
- St Pancras – Bedford 1981–83
- Rock Ferry – Hooton 1985
- Hitchin – Leeds 1985–88
- Colchester – Norwich 1986
- Bishops Stortford – Cambridge 1987
- Watford Junction – St Albans Abbey 1988
- Royston – Cambridge 1988
- Snow Hill Tunnel (Londres) como parte do projeto Thameslink 1988
- Doncaster – York 1989
- Airdrie – Drumgelloch 1989
- York – Edinburgh Waverley 1991
- Carstairs – Edinburgh Waverley 1991
- Cambridge – King's Lynn 1992
- Hooton – Ellesmere Port e Chester 1993–94
- Paddington (Londres) – Heathrow Terminal 4 1993–98
- Leeds e Bradford Forster Square – Skipton e Ilkley 1994

No sudoeste, a South West Main Line de Bournemouth a Weymouth foi eletrificada junto com outra eletrificação do terceiro trilho de 750 V DC no sul. Em 1988, a linha para Aberdare foi reaberta. Um anúncio da British Rail apresentava algumas das estruturas ferroviárias mais conhecidas da Grã-Bretanha, incluindo a Forth Rail Bridge, Royal Albert Bridge, Viaduto Glenfinnan e a estação London Paddington. A estação Liverpool Street foi reconstruída e reinaugurada pela rainha Elizabeth II, e uma nova estação foi construída no Aeroporto de Stansted em 1991. No ano seguinte, a Maesteg Line foi reaberta. Em 1988, a Windsor Link Line foi construída em Manchester e provou ser uma importante peça de infraestrutura.

### Bilhete APTIS

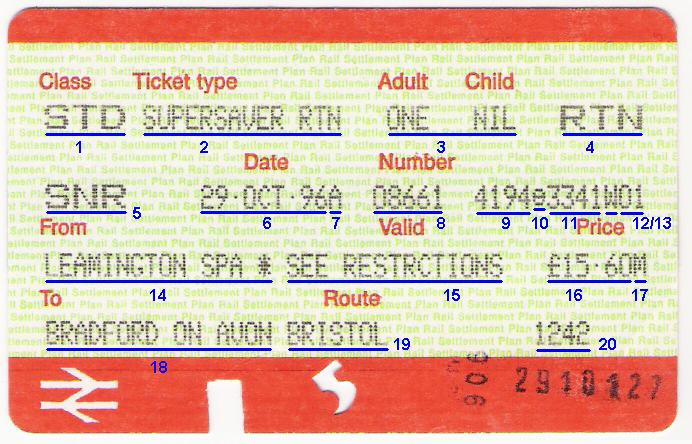
Um bilhete APTIS de 1996, para viajar de Leamington Spa para Bradford-on-Avon

Antes da introdução do APTIS (sigla em inglês para Sistema de Emissão de Bilhetes de Passageiros e Contabilidade), a British Rail usava o bilhete ferroviário Edmondson, introduzido pela primeira vez na década de 1840 e eliminado no início dos anos 1970. Os bilhetes emitidos pelo sistema APTIS tinham uma quantidade considerável de informações apresentadas em um formato padrão e consistente. Este formato formou a base para todos os sistemas de emissão de tickets subsequentes introduzidos na rede ferroviária britânica. O APTIS sobreviveu em uso generalizado por vinte anos mas, no início dos anos 2000, foi amplamente substituído por sistemas de bilhética mais modernos. Algumas máquinas deste sistema na área da Grande Londres foram modificadas como APTIS-ANT (sem diferenças óbvias para o bilhete emitido) para torná-los compatíveis com o cartão Oyster. As últimas máquinas APTIS foram removidas no final de 2006, pois não havia opção de atualizá-las para aceitar pagamentos com cartão de crédito com chip e PIN. A última emissão de um bilhete APTIS-ANT no Reino Unido usando uma das máquinas foi na estação de Upminster em 21 de março de 2007.

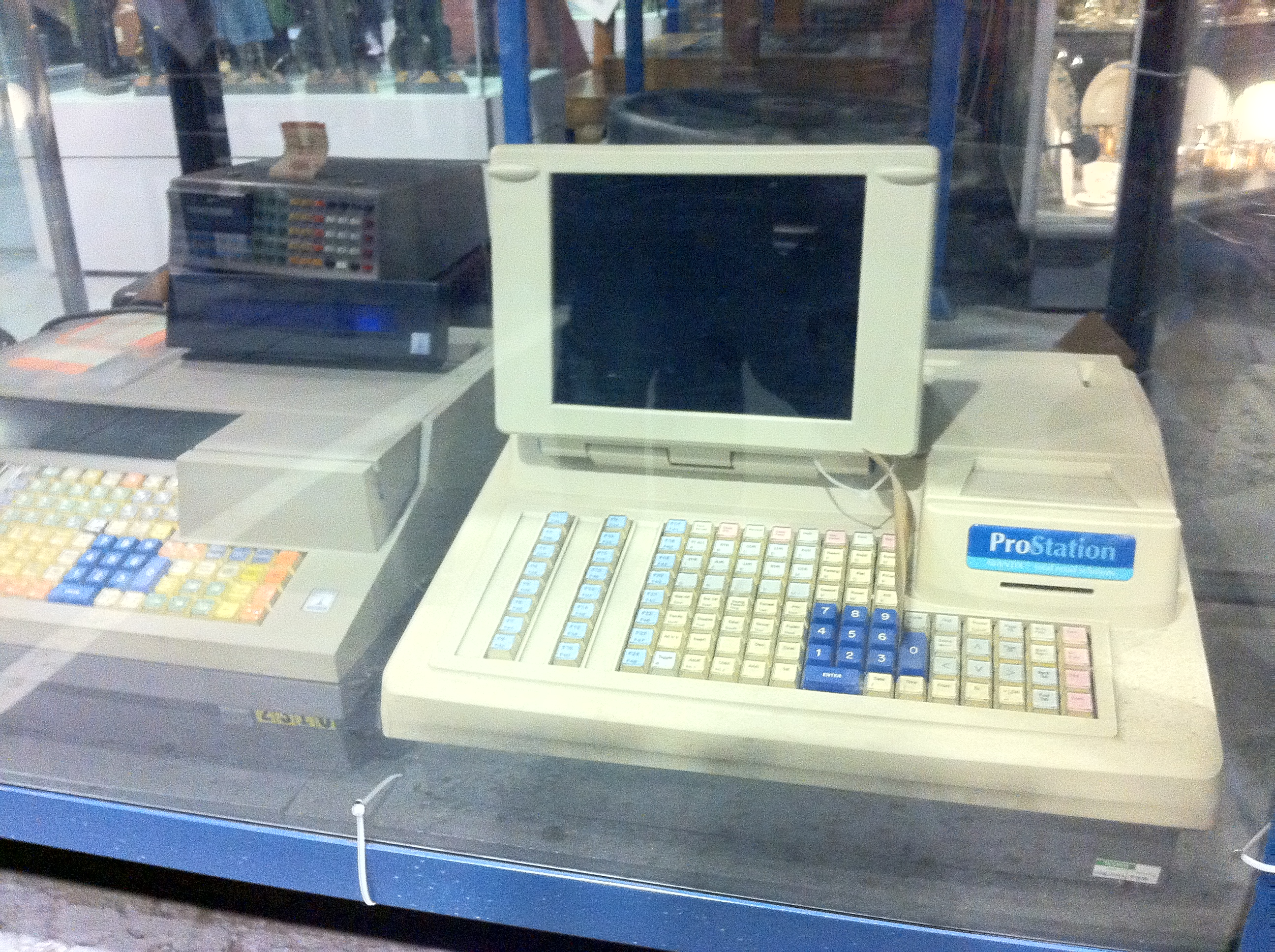
APTIS ProStation, uma atualização experimental para o sistema de emissão de bilhetes APTIS, em 1996

Anteriormente à privatização da rede ferroviária, a British Rail introduziu vários cartões de desconto por meio do APTIS, que estavam disponíveis para determinados grupos demográficos, emitidos por esquemas nacionais ou regionais:
- 16–25 Railcard, cartão anual que dá descontos em certos tipos de passagens ferroviárias, disponível para qualquer pessoa com idade entre 16 e 25 anos e alguns estudantes adultos acima dessa faixa etária;
- Network Railcard, destinado a incentivar as viagens ferroviárias de lazer, oferecendo descontos para adultos e crianças acompanhantes nas mais variadas tarifas fora dos horários de pico, tendo sido introduzido em 1986, após a criação do setor Network SouthEast da BR em partes do sul da Inglaterra;
- Disabled Persons Railcard, esquema tarifário que oferece aos passageiros com necessidades especiais benefícios na rede ferroviária nacional, incluindo um desconto de 1/3 nas tarifas. Foi introduzido em 1981 para coincidir com Ano Internacional das Pessoas Deficientes;
- Senior Railcard, cartão anual introduzido em 1970, disponível para pessoas com 60 anos ou mais, oferecendo descontos em certos tipos de bilhetes ferroviários.

### Privatização
Em 1989, a Vale of Rheidol Railway, uma ferrovia de bitola estreita, tornou-se a primeira parte da British Rail a ser privatizada. Entre 1994 e 1997, a BR como um todo passou pelo processo de privatização. A propriedade dos trilhos e da infraestrutura passou para as mãos da Railtrack em 1º de abril de 1994. As operações de passageiros foram posteriormente franqueadas a 25 operadoras do setor privado. Das seis empresas de frete, cinco foram vendidas à multinacional canadense Wisconsin Central Ltd. para formar a EWS, enquanto a Freightliner foi vendida em uma operação de compra pela administração.
A Waterloo & City Line, parte da Network SouthEast, não foi incluída na privatização e foi transferida para o metrô de Londres em abril de 1994. As obrigações remanescentes da British Rail foram transferidas para a BRB (Residuary) Limited.
A privatização, proposta pelo governo Conservador de John Major em 1992, teve a oposição do Partido Trabalhista e dos sindicatos ferroviários. Embora os Trabalhistas, inicialmente, propusessem reverter o processo, o manifesto do Novo Trabalhismo de 1997 se opôs aos planos conservadores de privatizar o metrô de Londres. Os sindicatos ferroviários historicamente se opuseram à privatização, mas Lew Adams, ex- secretário geral da Associated Society of Locomotive Engineers and Firemen, entidade representativa de engenheiros e bombeiros ferroviários, passou a trabalhar para o Virgin Rail Group e mudou de posição, afirmando em entrevista a um programa de rádio em 2004: "Todo o tempo que foi no setor público, tudo o que conseguimos foram cortes, cortes, cortes. E hoje há mais membros no sindicato, mais maquinistas e mais trens circulando. A realidade é que funcionou, protegemos empregos e conseguimos mais empregos."
O processo de privatização começou quando os setores de passageiros da BR foram divididos em 25 franquias paralelas – estas eram operadoras de propriedade pública que operavam nas áreas de franquia planejadas antes de as franquias reais serem licitadas:
| InterCity                   | Network SouthEast          | Regional Railways            |
| --------------------------- | -------------------------- | ---------------------------- |
| Virgin CrossCountry         | Chiltern Lines             | Anglia Railways              |
| Great North Eastern Railway | Island Line                | Cardiff Railway Company      |
| Gatwick Express             | LTS Rail                   | Central Trains               |
| Anglia Railways             | North London Railways      | Mersey Rail Electrics        |
| Great Western Trains        | Network SouthCentral       | North West Regional Railways |
| Midland Mainline            | SouthEastern               | Regional Railways North East |
| Virgin Trains               | South Western Railway      | ScotRail                     |
| Caledonian Sleeper          | Thameslink                 | South Wales & West Railway   |
|                             | Thames Trains              |                              |
|                             | West Anglia Great Northern |                              |

A abertura do Túnel da Mancha viu as operações da Eurostar começarem de estação London Waterloo até Paris e Bruxelas.